# Lecania caloplacicola
Lecania caloplacicola är en lavart som beskrevs av B. D. Ryan & van den Boom. Lecania caloplacicola ingår i släktet Lecania och familjen Ramalinaceae.   Inga underarter finns listade i Catalogue of Life.